# Caza en manada

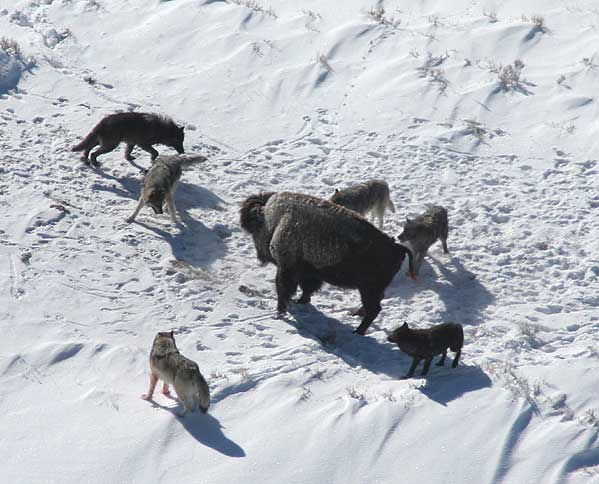
Manada de lobos acorralando a un bisonte.

La caza en manada es practicada por manadas depredadores pertenecientes al reino animal, que han evolucionado para cazar su presa mediante el trabajo conjunto con otros miembros de su especie. Normalmente, estos animales están estrechamente relacionados entre sí. El cazador en grupo más conocido es el lobo, el antepasado de todas las razas domesticadas de perro.
La historia de los cazadores en grupo se piensa que es el principal conducto a través del cual los seres humanos han sido capaces de formar una relación mutua con los perros (es decir, la domesticación ), ya que ambas especies son altamente sociales e interdependientes. Los seres humanos y sus parientes vivos más cercanos, los chimpancés, son ellos mismos cazadores en grupo, incluso sin la ayuda de otras especies. Otros cazadores en grupo incluyen sencillos artrópodos como las hormigas, mamíferos muy inteligentes como los delfines, orcas, lobos e hienas, algunas aves, como el halcón de Harris y, a veces, los cocodrilos. Hay una posibilidad de que algunos dinosaurios terópodos mostraran también el comportamiento de caza en manada.
Cuando los lobos cazan un alce o un bisonte, a veces, este escapa a aguas profundas para evitar a la manada. Una respuesta del lobo para este comportamiento es que la manada descansa mientras uno o dos lobos acechan a la presa hasta que ésta se fatiga.
La organización de las manada incluye lobos alfa que se alimentan los primeros de la presa muerta y que engendran la mayoría de los cachorros de manada.
Hay que remarcar que hay algunos animales que son «sociales» pero que siempre cazan solos, como el caso del gato doméstico, no son cazadores en grupo.